# Texananus serrellus
Texananus serrellus är en insektsart som beskrevs av Delong 1944. Texananus serrellus ingår i släktet Texananus och familjen dvärgstritar. Inga underarter finns listade i Catalogue of Life.